# Christian August Lobeck
Christian August Lobeck (Naumburg (Saale), 5 de junho de 1781 – Königsberg (Prússia)), 25 de agosto de 1860) foi um helenista e filólogo clássico alemão. Foi nomeado professor na Universidade de Wittenberg. Quatro anos mais tarde deu aulas de retórica e literatura antiga na Universidade de Königsberg, onde permaneceu até dois anos antes de sua morte.

## Publicações
- Ajax de Sófocles, 1809
- Aglaophamus sive de theologiae mysticae graecorim causis, idemque poetrarum Orphicorum dispersas reliquias collegit (1829) Digitalização Vol. 1 [https://archive.org/details/aglaophamussived02lobeuoft Digitalização Vol. 2
- Paralipomena grammaticae Graecae (1837)
- Pathologiae sermonis Graeci prolegomena (1843)
- Pathologiae Graeci sermonis elementa (1853)